# Ninja Kids!!!
Ne doit pas être confondu avec Ninja Kid ou Ninja Kids.
Pour plus de détails, voir Fiche technique et Distribution.
Ninja Kids!!! (忍たま乱太郎, Nintama Rantarо̄) est un film japonais réalisé par Takashi Miike, sorti en 2011.

## Synopsis
Les aventures de Rantarо̄, jeune apprenti de l'académie des ninjas.

## Fiche technique
- Titre : Ninja Kids!!!
- Titre original : 忍たま乱太郎 (Nintama Rantarо̄)
- Réalisation : Takashi Miike
- Scénario : Yoshio Urasawa d'après le manga Nintama Rantarō de Soubee Amako
- Musique : Yoshihiro Ike
- Photographie : Nobuyasu Kita
- Montage : Kenji Yamashita
- Production : Tо̄ichirо̄ Shiraishi (producteur délégué)
- Société de production : Amuse Soft, Asahi shinbun, Dentsu, King Records, Movic, NHK, Oriental Light and Magic, Rakueisha, Sedic International, Warner Bros. et Yahoo Japan
- Pays :  Japon
- Genre : Action, aventure et comédie
- Durée : 100 minutes
- Dates de sortie : 
  - Japon  : 23 juillet 2011

## Distribution
- Seishirо̄ Katо̄ : Rantarо̄
- Haruka Ohshima : Teruyo Kitaishi
- Hikari Tobita : Sakon Kawanishi
- Guama : Tomomi
- Roi Hayashi : Kirimaru Settsuno
- Takuya Mizoguchi : Takamura
- Shidо̄ Nakamura : le père
- Rei Dan : la mère
- Naoto Takenaka
- Susumu Terajima
- Renji Ishibashi
- Mikijirо̄ Hira
- Takahiro Miura
- Hiroki Matsukata

## Box-office
Le film a rapporté 10 776 262 de dollars au box-office.